# 魏海生
魏海生（1960年9月—），男，甘肃金塔人，中华人民共和国政治人物，现任中共中央党史和文献研究院副院长，第十三届全国政协委员。

## 生平
1982年毕业于武汉大学。历任中共中央编译局文献信息部副处长、处长、副主任、常务副主任、主任。2004年7月任中共中央编译局副局长，2010年1月至2015年3月兼任中共中央编译局机关党委书记。2018年3月，任中共中央党史和文献研究院院务委员会委员，2019年5月任中共中央党史和文献研究院副院长。